# Correlophus sarasinorum
El gecko gigante de Sarasin (Correlophus sarasinorum) es una especie de gecko de la familia Diplodactylidae, endémica del archipiélago de Nueva Caledonia, en el que vive en los árboles de la selva. De hábitos nocturnos, no es tan arborícola como el resto de los geckos de su género.